# Sense off
『sense off』（センスオフ、副題は『〜a sacred story in the wind〜』）は、2000年8月18日にビジュアルアーツ傘下の美少女ゲームブランドotherwiseより発売された18禁アドベンチャーゲームである。

## 概要
otherwiseのデビュー作である。前半の、久しぶりに会った幼馴染や他の研究所協力員との日常の甘い語らいから、後半のシリアスな場面に移っていく展開が特徴的である。シナリオライターは元長柾木。シナリオエンジンには、ビジュアルアーツ定番のシナリオエンジンAVG32が用いられている。RealLiveに移行する直前期、AVG32採用作品としてはかなり後期の作品となっており、同ブランドから翌年に発売された『未来にキスを-Kiss the Future-』ではRealLiveが採用されている。
エンディングテーマ「birthday eve」はネタバレ曲とされている。歌詞には本作のネタバレとなる語句が含まれており、それが故、マニュアルやホームページ上にも歌詞は掲載されていなかった。
タイトルロゴが『Sense Off』となっているように見えるが、正式なタイトルは全て小文字で『sense off』である。

## ストーリー
物語は主人公・杜浦直弥がある事故をきっかけに、「認識力学研究所」という施設へ訪れたことから始まる。
単に自転車で転んだだけのちょっとした事故であったが、病院で脳波を測定することとなる。その際、脳波に特別な波が見られることから、「認識力学研究所」の学者から研究協力員になることをお願いされ、主人公が引き受けたのが、施設を訪れることとなった経緯である。こうして訪れた「認識力学研究所」には、同世代の研究協力員が集まっており、彼女達との学園生活が始まることとなった。
始めはちょっと人里離れた学園で過ごしているかのような日常が続いていたが、他の研究協力員と親しくなるにつれ、「認識力学研究所」に集められた研究協力員の秘密、更には、同じく研究協力員である自身の秘密を知ることとなる。

## 登場キャラクター
声優はドラマCDでのキャスト。

### メインキャラクター
杜浦 直弥（もりうら なおや）
声 - 櫻井孝宏
本作の主人公。数学を愛している少年。
織永 成瀬（おりなが なるせ）
声 - 半場友恵
直弥とは幼なじみである少女。
埴島 珠季（はにじま たまき）
声 - 浅川悠
気が強く直情的性格な少女。直弥とは度々口喧嘩をする関係にある。
真壁 椎子（まかべ しいこ）
声 - 倉田雅世
大人しく幼い外見の少女。丸い物が好き。
三條 美凪（さんじょう みなぎ）
声 - 橘ひかり
陽気で活発な性格をしている少女。関西弁で喋る。椎子とは仲がいい。
御陵 透子（みささぎ とうこ）
声 - 長沢美樹
無口で表情が乏しい不思議系少女。施設内でも彼女の立場は特殊である。

### サブキャラクター
香月 彰人（こうづき あきひと）
タニシを愛でる少年。
塔馬 依子（とうま よりこ）
声 - 手塚ちはる
研究員である女性。直弥たちにとっては勉強も教わる先生的な存在。
青砥 士門（あおと しもん）
研究所内では重要な地位にある男性。研究の根幹に関わっているようである。

## スタッフ
- 脚本：元長柾木、シュート彦
- 原画：ゆうろ
- 音楽：I've、折戸伸治、M's、FUDE_R、桜恵司、BIGMADE

## 主題歌
オープニングテーマ「sacred words」
作詞：元長柾木 / 作曲・編曲：高瀬一矢 / 歌：島みやえい子
エンディングテーマ「birthday eve」
作詞：元長柾木 / 作曲・編曲：高瀬一矢 / 歌：SHIHO

## 関連作品
「sense off 〜a sacred story in the wind〜」オリジナルサウンドトラック&パーフェクトドラマ
2001年2月21日発売。CD2枚組構成。いわゆるCD EXTRA仕様となっており、データ部分には本作の体験版が収録されている。一般には体験版と称されているが、実際にはアダルトシーンが含まれていないだけで製品版とほぼ同等の内容となっており、本作エピローグに相当する「end of the world」まで含まれたものとなっている。
ドラマは、本作のシナリオを手がけた元長柾木によって書き下ろされたものであり、主人公の幼馴染である成瀬をメインヒロインとして展開されている。
なお、このCDにはネタバレ曲と称されるbirthday eveがフルコーラスで収録されている他、説明書にも本作のネタバレとなる記述が多数盛り込まれている。